# Luciano Galletti
Luciano Martín Galletti (La Plata, Provincia de Buenos Aires, Argentina, 9 de abril de 1980) es un exfutbolista argentino. Jugaba de mediapunta o como delantero y su primer equipo fue Estudiantes de La Plata.
Es hijo de Rubén Horacio Galletti, que había sobresalido como delantero en Estudiantes en las décadas de los 70 y los 80. Se le recuerda por haber marcado el gol de la victoria del Real Zaragoza en la final de la Copa del Rey 2003-04 ante el Real Madrid, así como el gol del último triunfo de la Selección Argentina ante su similar de Bolivia en La Paz.

## Trayectoria

### Inicios
Se inició en Estudiantes de La Plata, donde debutó el 8 de diciembre de 1997 en una derrota 0-3 ante Lanús. Convirtió su primer gol contra Vélez Sársfield el 5 de abril de 1998. A finales de 1999, luego de intentar irse de Estudiantes al Parma usando la "patria potestad", fue prestado al S. S. C. Napoli con una opción de compra de USD 5.100.000. Al terminar el campeonato el Napoli ascendió a la Serie A y decidió no hacer uso de la opción. Así, en seis meses, volvió a jugar en Estudiantes. Allí, tuvo una muy buena temporada 2000/2001, donde jugó 28 partidos y marcó 9 goles.

### Real Zaragoza (2001-2005)
En 2001 llegó a la Liga española para jugar en el Real Zaragoza. Con este club debutó en la Primera división el 26 de agosto de 2001 en el partido RCD Español 2 - 1 Zaragoza.
Galletti no comenzó bien su estadía en España, ya que en esa temporada el equipo bajó a la Segunda división, pero en la temporada siguiente volvió a recuperar la categoría. Con el Real Zaragoza jugó cuatro temporadas y consiguió una Copa del Rey frente al Real Madrid con un gol suyo desde afuera del área poco antes del final de la prórroga y una Supercopa de España contra el Valencia CF. En total, Galletti jugó 135 partidos para el Zaragoza y anotó 15 goles.

### Atlético de Madrid  (2005-2007)
En el año 2005 fue fichado por el Atlético de Madrid. Allí, jugó 62 partidos, convirtiendo 7 goles.

### Olympiacos de Piraeus (2007-2010)
En junio del 2007, el club Olympiacos FC pagó €2,500.000 por su pase. Galletti firmó un contrato de 4 años. Dado su buen rendimiento, en julio de 2009 firmó una extensión de su contrato que lo ata al club de Piraeus hasta el 2013.

### Retiro y breve retorno
A finales de septiembre de 2010, debe abandonar el fútbol profesional debido a una insuficiencia renal.
Luciano Galletti no podrá cumplir el sueño de volver a jugar al fútbol con la camiseta de Estudiantes de La Plata. Pero seguirá persiguiendo el sueño de entrar otra vez a una cancha como futbolista profesional, luego de haber recibido un trasplante de riñón en octubre del año pasado.
El Hueso se venía entrenando con el plantel del Pincha desde hace varios meses, y si bien tiene el alta médica para practicar un deporte de alta competencia, en Estudiantes nunca estuvieron seguros de firmarle un contrato profesional.
Además, el técnico Mauricio Pellegrino no lo tenía en sus planes para la próxima temporada.
Ante este cuadro de situación, Galletti decidió aceptar la oferta del OFI de Creta, club que juega en la Primera división de Grecia, donde ya jugó en el Olympiacos.
El delantero de 33 años se retiró del fútbol en 2010 por un problema de salud por el cual dos años después terminó siendo trasplantado (el donante fue su padre Ruben Horacio).
Sin embargo, decidió volver a la práctica del fútbol profesional en 2013, fichando por el OFI de la Superliga helena.
En el 2014 Luciano Galleti jugó en el Club Atlético Carlos Casares, Club de fútbol Amateur del Fútbol Argentino. Debutó en el partido que Atlético Carlos Casares enfrentó al Club Agropecuario Argentino, el resultado fue 0 a 0 con una buena actuación de Luciano.

## Selección nacional
Ha sido internacional con la Selección nacional de fútbol de Argentina en 13 ocasiones. En la selección juvenil fue goleador del sudamericano sub-20 del año 1999 disputado en Mar del Plata con 9 goles en 8 partidos. Y en la mayor hizo un gol muy recordado, fue a Bolivia en La Paz, para que Argentina vuelva a ganar ahí luego de 32 años. Jugó una sola copa, la de las Confederaciones en el 2005.

### Goles
| Argentina Absoluta |                         |                                                |            |                   |                 |                                        |
| #                  | Fecha                   | Lugar                                          | Rival      | Resultado parcial | Resultado final | Competición                            |
| 1.                 | 20 de diciembre de 2000 | Memorial Coliseum, Los Ángeles, Estados Unidos | México     | 2–0               | 2–0             | Amistoso                               |
| 2.                 | 18 de agosto de 2004    | Ecopa de Shizuoka, Shizuoka, Japón             | Japón      | 1–0               | 2–1             | Amistoso                               |
| 3.                 | 25 de marzo de 2005     | Hernando Siles, La Paz, Bolivia                | Bolivia    | 2–1               | 2–1             | Eliminatorias Sudamericanas 2006       |
| Argentina Sub-20   |                         |                                                |            |                   |                 |                                        |
| #                  | Fecha                   | Lugar                                          | Rival      | Resultado parcial | Resultado final | Competición                            |
| 1.                 | 21 de mayo de 1998      | Stade Cauvin, Lorgues, Francia                 | China      | 1–0               | 1–0             | Torneo Esperanzas de Toulon 1998       |
| 2.                 | 5 de enero de 1999      | José M. Minella, Mar del Plata, Argentina      | Venezuela  | 3–1               | 4–1             | Sudamericano Sub-20 de 1999            |
| 3.                 | 7 de enero de 1999      | José M. Minella, Mar del Plata, Argentina      | Ecuador    | 1–0               | 2–0             | Sudamericano Sub-20 de 1999            |
| 4.                 | 7 de enero de 1999      | José M. Minella, Mar del Plata, Argentina      | Ecuador    | 2–0               | 2–0             | Sudamericano Sub-20 de 1999            |
| 5.                 | 13 de enero de 1999     | José M. Minella, Mar del Plata, Argentina      | Chile      | 2–0               | 4–0             | Sudamericano Sub-20 de 1999            |
| 6.                 | 13 de enero de 1999     | José M. Minella, Mar del Plata, Argentina      | Chile      | 3–0               | 4–0             | Sudamericano Sub-20 de 1999            |
| 7.                 | 19 de enero de 1999     | José M. Minella, Mar del Plata, Argentina      | Perú       | 3–0               | 5–0             | Sudamericano Sub-20 de 1999            |
| 8.                 | 19 de enero de 1999     | José M. Minella, Mar del Plata, Argentina      | Perú       | 5–0               | 5–0             | Sudamericano Sub-20 de 1999            |
| 9.                 | 21 de enero de 1999     | José M. Minella, Mar del Plata, Argentina      | Brasil     | 1–0               | 2–1             | Sudamericano Sub-20 de 1999            |
| 10.                | 25 de enero de 1999     | José M. Minella, Mar del Plata, Argentina      | Paraguay   | 1–0               | 1–0             | Sudamericano Sub-20 de 1999            |
| 11.                | 15 de abril de 1999     | Liberty, Ibadán, Nigeria                       | México     | 1–0               | 4–1             | Copa Mundial de Fútbol Sub-20 de 1999  |
| Argentina Sub-17   |                         |                                                |            |                   |                 |                                        |
| #                  | Fecha                   | Lugar                                          | Rival      | Resultado parcial | Resultado final | Competición                            |
| 1.                 | 2 de marzo de 1997      | Villa Alegre, Encarnación, Paraguay            | Venezuela  | 3–0               | 6–0             | Campeonato Sudamericano Sub-17 de 1997 |
| 2.                 | 11 de marzo de 1997     | Defensores del Chaco, Asunción, Paraguay       | Chile      | 2–0               | 3–0             | Campeonato Sudamericano Sub-17 de 1997 |
| 3.                 | 11 de marzo de 1997     | Defensores del Chaco, Asunción, Paraguay       | Chile      | 3–0               | 3–0             | Campeonato Sudamericano Sub-17 de 1997 |
| 4.                 | 7 de septiembre de 1997 | Estadio de Port Said, Puerto Saíd, Egipto      | Costa Rica | 1–0               | 1–0             | Copa Mundial de Fútbol Sub-17 de 1997  |

## Estadísticas

### En clubes
| Estudiantes de La Plata Argentina | 1.ª                 | 1997-98             | 13  | 1  | —  | — | —  | — | 13  | 1  | 0.08 |
| Estudiantes de La Plata Argentina | 1.ª                 | 1998-99             | 24  | 1  | —  | — | —  | — | 24  | 1  | 0.04 |
| Parma AC · Italia | 1.ª                 | 1999                | —   | —  | —  | — | —  | — | 0   | 0  | 0,00 |
| SSC Napoli · Italia | 2.ª                 | 2000                | 11  | 2  | —  | — | —  | — | 11  | 2  | 0.18 |
| Estudiantes de La Plata Argentina | 1.ª                 | 2000-01             | 28  | 9  | —  | — | —  | — | 28  | 9  | 0.32 |
| Estudiantes de La Plata Argentina | Total club          | Total club          | 65  | 11 | 0  | 0 | 0  | 0 | 65  | 11 | 0.17 |
| Real Zaragoza · España | 1.ª                 |                     |     |    |    |   |    |   |     |    |      |
| Real Zaragoza · España | 1.ª                 | 2001-02             | 27  | 2  | 2  | 0 | 2  | 0 | 31  | 2  | 0.06 |
| Real Zaragoza · España | 2.ª                 | 2002-03             | 37  | 8  | 1  | 0 | —  | — | 38  | 8  | 0.21 |
| Real Zaragoza · España | 1.ª                 | 2003-04             | 34  | 3  | 8  | 2 | —  | — | 42  | 5  | 0.12 |
| Real Zaragoza · España | 1.ª                 | 2004-05             | 37  | 2  | 3  | 1 | 10 | 2 | 50  | 5  | 0.10 |
| Real Zaragoza · España | Total club          | Total club          | 135 | 15 | 14 | 3 | 12 | 2 | 161 | 20 | 0.12 |
| Atlético de Madrid · España | 1.ª                 |                     |     |    |    |   |    |   |     |    |      |
| Atlético de Madrid · España | 1.ª                 | 2005-06             | 26  | 1  | 3  | 1 | —  | — | 29  | 2  | 0.07 |
| Atlético de Madrid · España | 1.ª                 | 2006-07             | 36  | 4  | 3  | 0 | —  | — | 39  | 4  | 0.10 |
| Atlético de Madrid · España | Total club          | Total club          | 62  | 5  | 6  | 1 | 0  | 0 | 68  | 6  | 0.09 |
| Olympiacos de El Pireo · Grecia | 1.ª                 |                     |     |    |    |   |    |   |     |    |      |
| Olympiacos de El Pireo · Grecia | 1.ª                 | 2007-08             | 24  | 3  | 5  | 0 | 7  | 3 | 36  | 6  | 0.17 |
| Olympiacos de El Pireo · Grecia | 1.ª                 | 2008-09             | 27  | 14 | 5  | 2 | 8  | 2 | 40  | 18 | 0.45 |
| Olympiacos de El Pireo · Grecia | 1.ª                 | 2009-10             | 9   | 2  | 1  | 0 | 7  | 0 | 17  | 2  | 0.12 |
| Olympiacos de El Pireo · Grecia | Total club          | Total club          | 60  | 19 | 11 | 2 | 22 | 5 | 93  | 26 | 0.28 |
| OFI Creta · Grecia | 1.ª                 | 2013-14             | 6   | 0  | —  | — | —  | — | 6   | 0  | 0,00 |
| Total en su carrera | Total en su carrera | Total en su carrera | 339 | 52 | 31 | 6 | 34 | 7 | 404 | 63 | 0.16 |
| (1) Las copas nacionales se refiere a la Copa de Alemania, Copa de la Liga de Alemania, Copa del Rey y Copa Argentina. (2) Las copas internacionales se refiere a la Champions League, Europa League, Intertoto de la UEFA, Copa Libertadores , Copa Sudamericana, Copa Mercosur y Supercopa Sudamericana. (3) Media de goles por encuentro. No incluye goles en partidos amistosos. |                     |                     |     |    |    |   |    |   |     |    |      |

### En selección
| Selección        | Temporada     | Amistosos | Amistosos | Sudamérica | Sudamérica | Mundial | Mundial | Total | Total | Media goleadora |
| Selección        | Temporada     | Part.     | Goles     | Part.      | Goles      | Part.   | Goles   | Part. | Goles | Media goleadora |
| ---------------- | ------------- | --------- | --------- | ---------- | ---------- | ------- | ------- | ----- | ----- | --------------- |
| Sub-17 Argentina | 1997          | —         | —         | 6          | 3          | 4       | 1       | 10    | 4     | 0.40            |
| Sub-17 Argentina | Total         | 0         | 0         | 6          | 3          | 4       | 1       | 10    | 4     | 0.40            |
| Sub-20 Argentina | 1998          | 3         | 1         | —          | —          | —       | —       | 3     | 1     | 0.33            |
| Sub-20 Argentina | 1999          | —         | —         | 8          | 9          | 4       | 1       | 12    | 10    | 0.83            |
| Sub-20 Argentina | Total         | 3         | 1         | 8          | 9          | 4       | 1       | 15    | 11    | 0.73            |
| Adulta Argentina | 2000          | 1         | 1         | —          | —          | —       | —       | 1     | 1     | 1,00            |
| Adulta Argentina | 2001          | —         | —         | —          | —          | —       | —       | 0     | 0     | 0,00            |
| Adulta Argentina | 2002          | 1         | 0         | —          | —          | —       | —       | 1     | 0     | 0,00            |
| Adulta Argentina | 2003          | 3         | 0         | —          | —          | —       | —       | 3     | 0     | 0,00            |
| Adulta Argentina | 2004          | 1         | 1         | —          | —          | —       | —       | 1     | 1     | 1,00            |
| Adulta Argentina | 2005          | 1         | 0         | 3          | 1          | 3       | 0       | 7     | 1     | 0.14            |
| Adulta Argentina | Total         | 7         | 2         | 3          | 1          | 3       | 0       | 13    | 3     | 0.23            |
| Total carrera    | Total carrera | 10        | 3         | 17         | 13         | 11      | 2       | 38    | 18    | 0.47            |

### Resumen estadístico
| Competición           | Partidos | Goles | Promedio |
| --------------------- | -------- | ----- | -------- |
| Primera División      | 291      | 42    | 0.14     |
| Segunda División      | 48       | 10    | 0.21     |
| Copas nacionales      | 31       | 6     | 0.19     |
| Copas internacionales | 34       | 7     | 0.21     |
| Selección sub-17      | 10       | 4     | 0,40     |
| Selección sub-20      | 15       | 11    | 0.73     |
| Selección adulta      | 13       | 3     | 0.23     |
| Total                 | 442      | 83    | 0.19     |

## Palmarés

### Campeonatos nacionales
| Título              | Club                   | País   | Año     |
| ------------------- | ---------------------- | ------ | ------- |
| Copa del Rey        | Real Zaragoza          | España | 2003/04 |
| Supercopa de España | Real Zaragoza          | España | 2004    |
| Supercopa de Grecia | Olympiacos de El Pireo | Grecia | 2007    |
| Superliga de Grecia | Olympiacos de El Pireo | Grecia | 2007/08 |
| Copa de Grecia      | Olympiacos de El Pireo | Grecia | 2007/08 |
| Superliga de Grecia | Olympiacos de El Pireo | Grecia | 2008/09 |
| Copa de Grecia      | Olympiacos de El Pireo | Grecia | 2008/09 |

### Campeonatos internacionales
| Título                         | Club             | Sede          | Año  |
| ------------------------------ | ---------------- | ------------- | ---- |
| Campeonato Sudamericano Sub-20 | Argentina sub-20 | Mar del Plata | 1999 |

### Distinciones individuales
| Premio                                                                           | Año  |
| -------------------------------------------------------------------------------- | ---- |
| Integrante del 11 ideal del Sudamericano Sub-17                                  | 1997 |
| Máximo goleador del Sudamericano Sub-20 (9 goles)                                | 1999 |
| Integrante del 11 ideal del Sudamericano Sub-20                                  | 1999 |
| Máximo goleador de la Superliga de Grecia (14 goles, empatado con Ismael Blanco) | 2008 |
| Mejor jugador extranjero de la Superliga de Grecia                               | 2008 |